# Білозерська селищна рада
Білозе́рська се́лищна ра́да — адміністративно-територіальна одиниця та орган місцевого самоврядування в Білозерському районі Херсонської області. Адміністративний центр — селище міського типу Білозерка.

## Загальні відомості
- Територія ради: 6,93 км²
- Населення ради: 10 060 осіб (станом на 2001 рік)
- Водоймища на території, підпорядкованій даній раді: озеро Біле

## Населені пункти
Селищній раді підпорядковані населені пункти:
- смт Білозерка
- с-ще Розлив
- с-ще Черешеньки

## Склад ради
Рада складається з 30 депутатів та голови.
- Голова ради: Чередник Антоніна Іванівна
- Секретар ради: Шепель Євген Олександрович

Примітка: таблиця складена за даними сайту Верховної Ради України

### Депутати
За результатами місцевих виборів 2010 року депутатами ради стали:

#### За суб'єктами висування
| Суб'єкт висування                 | Кількість обраних депутатів | %    |
| --------------------------------- | --------------------------- | ---- |
| Самовисування                     | 25                          | 83,3 |
| Політична партія «Сильна Україна» | 3                           | 10   |
| Партія Зелених України            | 1                           | 3,3  |
| Українська Народна Партія         | 1                           | 3,3  |

#### За округами
| № округу                          | Прізвище, ім'я, по батькові    | Дата визнання обраним | Освіта             | Партійна приналежність                        | Відомості про обраного депутата                                                                                      |
| --------------------------------- | ------------------------------ | --------------------- | ------------------ | --------------------------------------------- | --- |
| Партія Зелених України            |                                |                       |                    |                                               | |
| 21                                | Мала Валентина Іванівна        | 02.11.2010            | середня спеціальна | позапартійна                                  | Білозерський дитячий садок № 3, завгосп                                                                              |
| Політична партія «Сильна Україна» |                                |                       |                    |                                               | |
| 8                                 | Маляренко Андрій Миколайович   | 02.11.2010            | вища               | член Політичної партії «Сильна Україна»       | Приватне підприємство «Спіцин», електромонтер                                                                        |
| 17                                | Пивовар Оксана Олександрівна   | 02.11.2010            | середня            | член Політичної партії «Сильна Україна»       | декретна відпустка                                                                                                   |
| 19                                | Спіцин Андрій Миколайович      | 02.11.2010            | вища               | член Політичної партії «Сильна Україна»       | приватний підприємець                                                                                                |
| Українська Народна Партія         |                                |                       |                    |                                               | |
| 9                                 | Литвиненко Іван Сергійович     | 02.11.2010            | вища               | член Української Народної Партії              | тимчасово не працює                                                                                                  |
| Самовисування                     |                                |                       |                    |                                               | |
| 1                                 | Кондрецька Лариса Вікторівна   | 02.11.2010            | вища               | член Партії регіонів                          | Управління Пенсійного фонду України в Білозерському районі, заступник начальника відділу обліку надходження платежів |
| 2                                 | Почтаренко Любов Іванівна      | 02.11.2010            | вища               | позапартійна                                  | Білозерська загальноосвітня школа № 3, вчитель                                                                       |
| 3                                 | Кучер Олена Миколаївна         | 02.11.2010            | вища               | позапартійна                                  | Білозерська загальноосвітня школа № 2, заступник директора з виховної роботи                                         |
| 4                                 | Коноба Тамара Никифорівна      | 02.11.2010            | середня спеціальна | член Всеукраїнського об'єднання «Батьківщина» | приватний підприємець                                                                                                |
| 5                                 | Павлик Тетяна Василівна        | 02.11.2010            | вища               | член Партії регіонів                          | Білозерська районна державна адміністрація, головний спеціаліст відділу у справах сім'ї, молоді та спорту            |
| 6                                 | Шерстюк Валентина Миколаївна   | 02.11.2010            | вища               | позапартійна                                  | пенсіонер |
| 7                                 | Коломієць Наталія Іванівна     | 02.11.2010            | вища               | позапартійна                                  | Державна лікарня ветеринарної медицини, начальник                                                                    |
| 10                                | Шалудько Любов Павлівна        | 02.11.2010            | вища               | позапартійна                                  | пенсіонер |
| 11                                | Одинченко Людмила Миколаївна   | 02.11.2010            | середня спеціальна | позапартійна                                  | приватний підприємець                                                                                                |
| 12                                | Нечай Олександр Васильович     | 02.11.2010            | вища               | позапартійний                                 | Мале комунальне підприємство «Водограй», директор                                                                    |
| 13                                | Скакун Наталія Яківна          | 02.11.2010            | вища               | позапартійна                                  | пенсіонер |
| 14                                | Грек Антоніда Іванівна         | 02.11.2010            | середня спеціальна | позапартійна                                  | Білозерська селищна рада, секретар                                                                                   |
| 15                                | Царюченко Володимир Григорович | 02.11.2010            | середня спеціальна | позапартійний                                 | пенсіонер |
| 16                                | Журавленко Інна Вікторівна     | 02.11.2010            | середня спеціальна | член Всеукраїнського об'єднання «Батьківщина» | Білозерська районна лікарня, медична сестра                                                                          |
| 18                                | Поліщук Леонід Васильович      | 02.11.2010            | вища               | член Всеукраїнського об'єднання «Батьківщина» | пенсіонер |
| 20                                | Ільченко Раїса Олександрівна   | 02.11.2010            | середня спеціальна | позапартійна                                  | приватний підприємець                                                                                                |
| 22                                | Довга Надія Богданівна         | 02.11.2010            | вища               | позапартійна                                  | Білозерський районний енергозбут і електромережі, начальник                                                          |
| 23                                | Керкез Анатолій Петрович       | 02.11.2010            | вища               | член Партії регіонів                          | пенсіонер |
| 24                                | Щербина Павло Степанович       | 14.11.2010            | вища               | член Партії регіонів                          | пенсіонер |
| 25                                | Грек Сергій Олександрович      | 02.11.2010            | середня            | позапартійний                                 | ВАТ «Херсонгаз», охоронець                                                                                           |
| 26                                | Гончаров Олег Вікторович       | 02.11.2010            | вища               | позапартійний                                 | пенсіонер |
| 27                                | Стецевіч Тетяна Іллівна        | 02.11.2010            | середня спеціальна | позапартійна                                  | приватний підприємець                                                                                                |
| 28                                | Шепель Євген Олександрович     | 02.11.2010            | вища               | позапартійний                                 | дитячий садок № 2, бухгалтер                                                                                         |
| 29                                | Лобода Михайло Іванович        | 02.11.2010            | вища               | член Партії регіонів                          | приватний підприємець                                                                                                |
| 30                                | Гриненко Раїса Романівна       | 02.11.2010            | середня            | позапартійна                                  | сільський будинок культури, завідувачка                                                                              |